# Lymantria lamda
Lymantria lamda este o specie de molii din genul Lymantria, familia Lymantriidae, descrisă de Collenette 1936 Conform Catalogue of Life specia Lymantria lamda nu are subspecii cunoscute.